# Rosen aus dem Süden

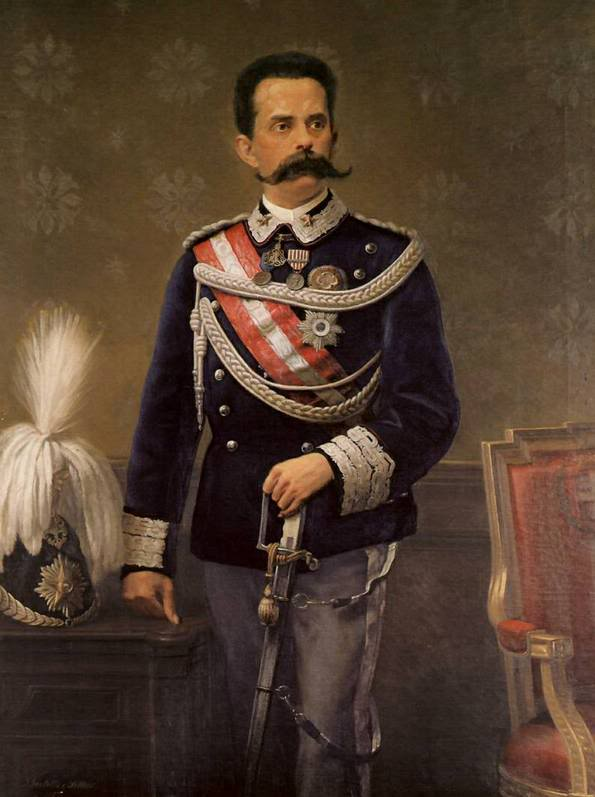
König Humbert I. von Italien (1880)

Rosen aus dem Süden (op. 388) ist ein Konzertwalzer von Johann Strauss (Sohn), der auf seiner Operette Das Spitzentuch der Königin basiert. Es ist dem König von Italien Umberto I. gewidmet. Der Walzer wurde am 7. November 1880 im Wiener Musikverein durch Eduard Strauß uraufgeführt. In unregelmäßigen Abständen ist das Stück Bestandteil des Neujahrskonzerts der Wiener Philharmoniker.

## Geschichte
Rosen aus dem Süden enthält Motive aus der Operette Das Spitzentuch der Königin. Er entstand vor oder nach der Premiere dieser Operette am 1. Oktober 1880 in Wien. Die Uraufführung des Walzers selbst erfolgte unter der Leitung von Johanns Bruder Eduard am 7. November 1880 im Goldenen Saal des Wiener Musikvereins.
Der Ursprung des Walzers selbst liegt in einem Entwurf zu einem Lustspiel mit dem Titel Cervantes aus dem Jahre 1879 von Heinrich Bohrmann. Dieser arbeitete sein Material zu einem Libretto für Franz von Suppè aus, welcher jedoch die Vertonung ablehnte und das Material damit an Strauß ging. Der Titel des Walzers geht zurück auf die Arie des Cervantes aus dem zweiten Akt Wo die wilde Rose erblüht. Das Wort Süden steht vermutlich in Verbindung mit der Widmung des Walzers an den italienischen König Umberto I. Weitere Themen, die aus der Operette in den Walzer eingebaut wurden, sind unter anderem das Trüffel-Couplet und das Finalthema.

## Anmerkung
Die Spieldauer beträgt auf der unter Einzelnachweisen angeführten CD 8 Minuten und 23 Sekunden. Je nach der musikalischen Auffassung des Dirigenten kann sich diese Zeit um bis zu etwa einer Minute plus oder minus verändern.

## Trivia
Der Walzer wird in der Hochzeitsszene der DEFA-Romanverfilmung von Effi Briest gespielt.